# Minim
Minimum, auch Minim, ist eine Maßeinheit des Raummaßes für Flüssigkeiten und ein Apothekermaß.
Einheitenzeichen: Imp.min., Imp.m., U.S.min., U.S.m.
1 Imp.min. = 1 Imp.m. = 0,00361223 cubic inch = 59,1938 mm³ 
1 Imp. gallon = 277,41945 cubic inch = 1280 fluid dram = 76800 Imp.min.
1 Imp.min. = 0,96076 U.S.min.
1 U.S.min. = 1 U.S.m. = 0,00375976 cubic inch = 61,6115 mm³
1 U.S.gallon = 231 cubic inch = 1024 fluid drachm = 61440 U.S.min.
Musik
In Großbritannien nennt man eine halbe Note minim.
Theologie, Religion
Minim im Judentum, eine Form des Sektiertums im rabbinischen Judentum